# Nathan Trent
Nathan Trent, właściwie Nathanaele Koll-Valsassina (ur. 4 kwietnia 1992 w Innsbrucku) – austriacki piosenkarz i aktor, reprezentant Austrii w 62. Konkursie Piosenki Eurowizji (2017).

## Życiorys
Urodził się w dwujęzycznej rodzinie, dzięki czemu biegle porozumiewa się w językach: włoskim i niemieckim; mówi też po hiszpańsku, angielsku i francusku. Jest synem Reinharda Kolla, skrzypka orkiestry Teatru Narodowego w Innsbrucku. Muzyką interesował się już jako kilkuletnie dziecko. W wieku trzech lat zaczął pobierać prywatne lekcje gry na skrzypcach i fortepianie.

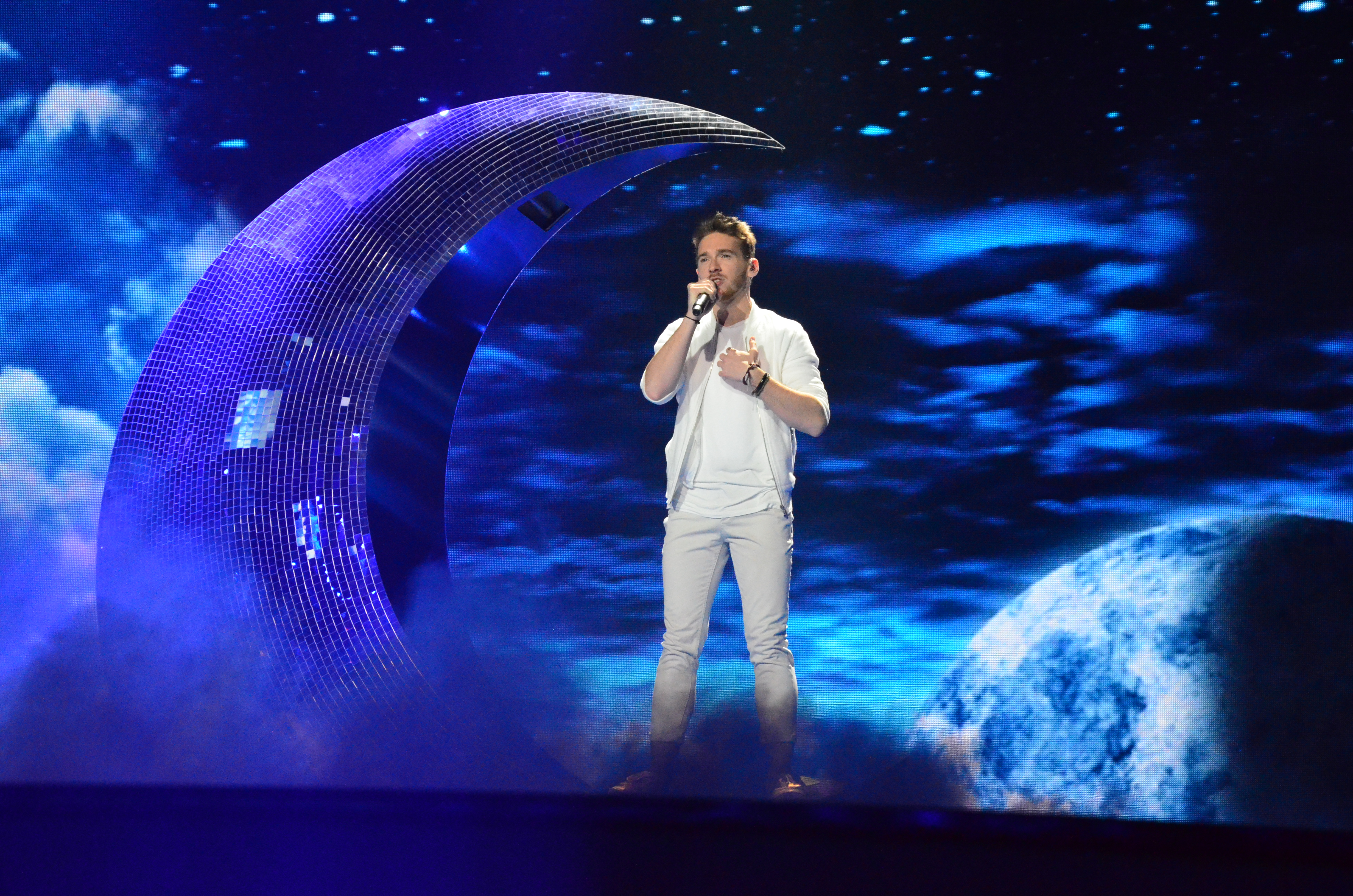
Trent podczas 62. Konkursu Piosenki Eurowizji w Kijowie (2017)

W 2003 brał udział w dziewiątej edycji konkursu Kiddy Contest. Zajął w nim dziewiąte miejsce. W 2011, jako członek grupy Boyz II Hot, startował w drugiej niemieckiej edycji programu X Factor. 18 czerwca 2016 wydał swój debiutancki singiel, „Like It Is”. W tym samym miesiącu ukończył studia na prywatnym Uniwersytecie Muzyki i Sztuki w Wiedniu. Jesienią 2016 znalazł się na liście kandydatów do udziału w niemieckim programie Unser Song 2017, jednak został z niego zdyskwalifikowany po tym, jak pod koniec roku został ogłoszony reprezentantem Austrii w 62. Konkursie Piosenki Eurowizji. W maju 2017 z utworem „Running on Air” zajął 16. miejsce w finale Eurowizji 2017.

## Dyskografia

### Single
| Rok  | Tytuł            |
| ---- | ---------------- |
| 2016 | „Like It Is”     |
| 2017 | „Running on Air” |